# Llanelli Rural
Llanelli Rural (en anglais) ou Llanelli Gwledig (en gallois) est un village et une communauté du Carmarthenshire, au pays de Galles.
Elle entoure la communauté de Llanelli et comprend les banlieues et villages de Bynea (en), Llwynhendy (en), Cefncaeau, Pemberton (en), Bryn (en), Cwmcarnhywel (en), Cwmbach, Cynheidre, Pen-y-graig (en), Penceilogi (en), Dafen (en), Felinfoel (en), Swiss Valley, Pont Henri (en), Pontyates (en), Pwll (en) et Five Roads (en). Au recensement de 2011, elle comptait 22 800 habitants.